# Gholam Hossein Bigjekhani

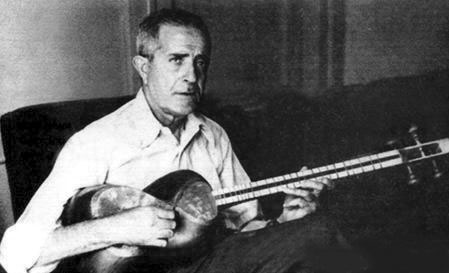

Gholam Hossein Bigjekhani (persisch غلامحسین بیگجه ‌خانی, DMG Golām-Ḥosayn-e Bīgǧe-Ḫānī; * 1918 in Täbris; † 13. April 1987) war ein iranischer Tar-Spieler.
Bighekhani hatte ab dem sechsten Lebensjahr Tar-Unterricht bei seinem Vater Hossein-Gholi Khan. Nach dessen Tod 1931 übernahm sein Schüler Reza-Gholi Zaboli seine Ausbildung. Beeinflusst wurde er auch von Hoseyn-Gholi, Darvish Khan, Ney-Davud und Ali-Akbar Shahnazi, deren Musik er auf Plattenaufnahmen kennenlernte. Später nahm er Unterricht bei den Meistern Mir Ali-Asghar Sadeghol-va'd und Eghbal Azar. In dieser Zeit lernte er den Daira-Spieler Mahmud Farnam kennen, mit dem er 50 Jahre zusammenarbeitete. 25 Jahre lang war Bigjekhani Manager des Rundfunkorchesters von Täbris. Einige Zeit lang leitete er auch einen Musikworkshop für Kinder und Jugendliche.